# Creu de terme de Cal Gravat
La Creu de terme de Cal Gravat' o Creu de Coscorola és una obra del municipi de Manresa (Bages) protegida com a bé cultural d'interès local.

## Descripció
És una creu de terme que consta de tres parts. Sobre un basament vuitavat de pedra arenosa buixardada hi ha un arbre o fust de secció quadrangular, amb cantells bisellats. A la part superior hi ha la creu de pedra senzilla.
Trobem el seu origen al segle xiv.